# Filipijnen op de Olympische Zomerspelen 1988
De Filipijnen namen op de Olympische Zomerspelen in 1988 met 31 atleten deel. Het land debuteerde op de Zomerspelen in 1924 en deed ditmaal voor de 14e keer mee. De bokser Leopoldo Serantes won een bronzen medaille en daarmee eindigde het land op de 46e plaats in het medailleklassement.

## Medailleoverzicht
| Sport  | Olympiër(s)       | Discipline                           | Medaille |
| ------ | ----------------- | ------------------------------------ | -------- |
| Boksen | Leopoldo Serantes | Mannen lichtvlieggewicht (tot 48 kg) | Brons    |

## Deelnemers en resultaten

### Atletiek
| Olympiër             | Discipline             | Resultaat | Prestatie                                                     |
| -------------------- | ---------------------- | --------- | ------------------------------------------------------------- |
| Hector Begeo         | 3000m steeplechase (m) | 22e       | serie 1: 8ste in 8.46,60 halve finale 1: 12de in 8.35,09 (NR) |
|                      |                        |           |                                                               |
| Lydia de Vega        | 100m (v)               | 35e       | serie 4: 6de in 11,67                                         |
| Agrippina de la Cruz | 100m horden (v)        | 31e       | serie 3: 6de in 14,36                                         |
| Nenita Adan          | 400m (v)               | 35e       | serie 2: 7de in 1.01,92                                       |

### Boogschieten
| Olympiër          | Discipline      | Resultaat | Prestatie                              |
| ----------------- | --------------- | --------- | -------------------------------------- |
| Rowel Merto       | individueel (m) | 68e       | plaatsingsronde: 68ste met 1162 punten |
|                   |                 |           |                                        |
| Basilisa Ygnalaga | individueel (v) | 49e       | plaatsingsronde: 49ste met 1182 punten |

### Boksen
| Olympiër           | Discipline | Resultaat | Prestatie |
| ------------------ | ---------- | --------- | --- |
| Leopoldo Serantes  | -48kg (m)  | Brons     | 1ste ronde: vrij 2de ronde: W van EGY Mustafa: scheidrechterlijke beslissing 3de ronde: W van LBR Stewart: 5-0 kwartfinale: W van MAR Mjirich: scheidsrechterlijke beslissing halve finale: V van BUL Marinov: 0-5 |
| Roberto Jalnaiz    | -51kg (m)  | 17e       | 1ste ronde: vrij 2de ronde: V van HUN Varadi: 1-4 |
| Michael Hormillosa | -54kg (m)  | 33e       | 1ste ronde: V van COL Rocha: scheidsrechterlijke beslissing |
| Orlando Dollente   | -57kg (m)  | 33e       | 1ste ronde: V van BAH Seymour: gediskwalificeerd |
| Leopoldo Cantancio | -60kg (m)  | 33e       | 1ste ronde: V van URS Tsziou: knock-out |
| Emmanuel Legaspi   | -71kg (m)  | 17e       | 1ste ronde: vrij 2de ronde: V van CAN Egerton: knockout |

### Gewichtheffen
| Olympiër         | Discipline | Resultaat | Prestatie                                                        |
| ---------------- | ---------- | --------- | ---------------------------------------------------------------- |
| Gregorio Colonia | -52kg (m)  | 20e       | trekken: 22ste met 90kg stoten: 17de met 115kg totaal: 205kg     |
| Samuel Alegada   | -56kg (m)  | 13e       | trekken: 9de met 107,5kg stoten: 11de met 135kg totaal: 242,5kg  |
| Ramon Solis      | -90kg (m)  | 17e       | trekken: 18de met 137,5kg stoten: 15de met 180kg totaal: 317,5kg |

### Judo
| Olympiër          | Discipline | Resultaat | Prestatie                                                            |
| ----------------- | ---------- | --------- | -------------------------------------------------------------------- |
| Jerry Dino        | -60kg (m)  | 35e       | 1ste ronde: V van CHN Zhang: ippon                                   |
| Benjie Baylon     | -78kg (m)  | 20e       | 1ste ronde: vrij 2de ronde: V van GDR Brechot: ippon                 |
| Benjamin McMurray | +78kg (m)  | 9e        | 1ste ronde: V van GDR Stohr herkansingen: V van HUN Dubovszky: ippon |

### Roeien
| Olympiër        | Discipline | Resultaat | Prestatie                                            |
| --------------- | ---------- | --------- | ---------------------------------------------------- |
| Edgardo Maerina | skiff (m)  | 19e       | serie 2: 6de in 8.54,90 herkansingen: 5de in 8.27,02 |

### Schermen
| Olympiër       | Discipline | Resultaat | Prestatie                                   |
| -------------- | ---------- | --------- | ------------------------------------------- |
| Percival Alger | sabel (m)  | 37e       | 1ste ronde groep 3: 7de met 0 overwinningen |

### Wielersport
| Olympiër           | Discipline       | Resultaat | Prestatie               |
| Baan               | Baan             | Baan      | Baan                    |
| ------------------ | ---------------- | --------- | ----------------------- |
| Bernardo Rimarim   | tijdrit (m)      | 26e       | 1.11,647                |
| Bernardo Rimarim   | puntenkoers (m)  | DNF       | serie 1: niet gefinisht |
| Weg                |                  |           |                         |
| Norberto Oconer    | wegwedstrijd (m) | DNF       | niet gefinisht          |
| Domingo Villanueva | wegwedstrijd (m) | 103e      | 4:45.20                 |

### Worstelen
| Olympiër           | Discipline  | Resultaat   | Prestatie                                                   |
| Vrije stijl        | Vrije stijl | Vrije stijl | Vrije stijl                                                 |
| ------------------ | ----------- | ----------- | ----------------------------------------------------------- |
| Florentino Tirante | -52kg (m)   | 27e         | groep B: 14de V van HUN Biro: 0-4 V van VIE Huong           |
| Dean Manibog       | -68kg (m)   | 27e         | groep A: 14de V van JPN Akaishi: 0-4 V van PAN Hidalgo: 0-4 |
| Grieks-Romeins     |             |             |                                                             |
| Florentino Tirante | -52kg (m)   | 27e         | groep A: 12de V van TUR Kemah: 0-4 V van BUL Fliev: 0-4     |

### Zeilen
| Olympiër       | Discipline  | Resultaat | Prestatie                          |
| -------------- | ----------- | --------- | ---------------------------------- |
| Nestor Soriano | finn        | 33e       | 232 punten: (DNF-40-36-36-PMS-DNF) |
| Richard Paz    | division II | 26e       | 234 punten: (36-35-33-26-17-22-23) |

### Zwemmen
| Olympiër           | Discipline           | Resultaat | Prestatie                  |
| ------------------ | -------------------- | --------- | -------------------------- |
| Joseph Eric Buhain | 50m vrije slag (m)   | 33e       | serie 4: 2de in 24,26 (NR) |
| Joseph Eric Buhain | 200m vrije slag (m)  | 44e       | serie 2: 2de in 1.56,84    |
| Joseph Eric Buhain | 100m vlinderslag (m) | 31e       | serie 3: 1ste in 57,17     |
| Joseph Eric Buhain | 200m vlinderslag (m) | 32e       | serie 2: 4de in 2.05,32    |
| Patrick Concepcion | 100m schoolslag (m)  | 50e       | serie 3: 7de in 1.06,74    |
| Patrick Concepcion | 200m schoolslag (m)  | 51e       | serie 3: 8ste in 2.29,62   |
| René Concepcion    | 100m vrije slag (m)  | 51e       | serie 4: 5de in 53,84      |
| René Concepcion    | 200m vrije slag (m)  | 40e       | serie 3: 1ste in 1.55,58   |
| René Concepcion    | 200m wisselslag (m)  | 30e       | serie 4: 3de in 2.10,37    |
| René Concepcion    | 400m wisselslag (m)  | 30e       | serie 2: 7de in 4.48,0     |
|                    |                      |           |                            |
| Akiko Thomson      | 50m vrije slag (v)   | 30e       | serie 4: 6de in 27,43      |
| Akiko Thomson      | 100m vrije slag (v)  | 39e       | serie 3: 1ste in 59,41     |
| Akiko Thomson      | 100m rugslag (v)     | 28e       | serie 3: 4de in 1.06,51    |

Afghanistan · Algerije · Amerikaanse Maagdeneilanden · Amerikaans-Samoa · Andorra · Angola · Antigua en Barbuda · Argentinië · Aruba · Australië · Bahama’s · Bahrein · Bangladesh · Barbados · België · Belize · Benin · Bermuda · Bhutan · Birma · Bolivia · Bondsrepubliek Duitsland · Botswana · Brazilië · Britse Maagdeneilanden · Brunei · Bulgarije · Burkina Faso · Canada · Centraal-Afrikaanse Republiek · Chili · China · Chinees Taipei · Colombia · Congo-Brazzaville · Cookeilanden · Costa Rica · Cyprus · Denemarken · Djibouti · Dominicaanse Republiek · Duitse Democratische Republiek · Ecuador · Egypte · El Salvador · Equatoriaal-Guinea · Fiji · Filipijnen · Finland · Frankrijk · Gabon · Gambia · Ghana · Grenada · Griekenland · Groot-Brittannië · Guam · Guatemala · Guinee · Guyana · Haïti · Honduras · Hongarije · Hongkong · Ierland · IJsland · India · Indonesië · Irak · Iran · Israël · Italië · Ivoorkust · Jamaica · Japan · Joegoslavië · Jordanië · Kaaimaneilanden · Kameroen · Kenia · Koeweit · Laos · Lesotho · Libanon · Liberia · Libië · Liechtenstein · Luxemburg · Malawi · Malediven · Maleisië · Mali · Malta · Marokko · Mauritanië · Mauritius · Mexico · Monaco · Mongolië · Mozambique · Nederland · Nederlandse Antillen · Nepal · Nieuw-Zeeland · Niger · Nigeria · Noord-Jemen · Noorwegen · Oeganda · Oman · Oostenrijk · Pakistan · Panama · Papoea-Nieuw-Guinea · Paraguay · Peru · Polen · Portugal · Puerto Rico · Qatar · Roemenië · Rwanda · Saint Vincent en de Grenadines · Salomonseilanden · Samoa · San Marino · Saoedi-Arabië · Senegal · Sierra Leone · Singapore · Soedan · Somalië · Sovjet-Unie · Spanje · Sri Lanka · Suriname · Swaziland · Syrië · Tanzania · Thailand · Togo · Tonga · Trinidad en Tobago · Tsjaad · Tsjecho-Slowakije · Tunesië · Turkije · Uruguay · Vanuatu · Venezuela · Verenigde Arabische Emiraten · Verenigde Staten · Vietnam · Zaïre · Zambia · Zimbabwe · Zuid-Jemen · Zuid-Korea · Zweden · Zwitserland